# Origin (группа)
Origin — американская группа из города Топика, Канзас, играющая в стиле техничный/брутальный дэт-метал.

## История
Origin была сформирована в 1997 году гитаристом/вокалистом Полом Райаном и гитаристом Джереми Тернером. Вскоре к ним присоединился Клинт Эпплханц (бас-гитара), Марк Мэннинг (вокал) и Джордж Флук (ударные).
23 мая 1998 года группа отыграла впервые в качестве разогрева у Suffocation. 20 июня того же года они записали первое демо Coming Into Existence, и оставили за собой право открывать тур «Death Across America», включавшем в себя такие команды как Nile, Cryptopsy, Oppressor и Gorguts.
В 1999 году Джорджа Флука и Клинта Эпплханца заменили Джон Лонгстрет и Дуг Уильямс соответственно. В новом составе Origin отыграли выступление с Napalm Death 14 апреля. Затем последовало множество других концертов, включая метал-фэст «November to Dismember», проходивший в Техасе. 16 декабря Origin подписали контракт с Relapse Records.
Origin отыграли на фестивале March Metal Meltdown в Нью-Джерси и были приглашены принять участие на фесте Contaminated 2000, выйдя на сцену с такими группами как Exhumed и Cephalic Carnage, после чего поучаствовали в «November to Dismember», на этот раз в Калифорнии. Объединив свои силы с поляками из Vader и соратниками по лейблу Cephalic Carnage и Dying Fetus, Origin отправились в бескомпромиссное турне Death Across America 2000.
Вскоре после этого Origin проделали очередное турне, на этот раз с Candaria, Cryptopsy и Poison the Well. Появившись участниками на Milwaukee Metalfest в 2001 году и Summertime Slaughter в том же году вместе с Skinless, Impaled и Vader, Origin отправились в самостоятельное турне прежде чем начать работу над новым альбомом.
С пришествием в свои ряды Джэймса Ли (вокал) и Майка Флореса (бас гитара) Origin представили свою новую работу Informis Infinitas Inhumanitas, несомненно, более быструю и сложную, чем предыдущая.
Не теряя времени после выхода в свет Informis Infinitas Inhumanitas, Origin вдарили по дорогам участниками Summer Metal Tour вместе с Nile, Arch Enemy и Hate Eternal. В разгаре турне Джереми Тернер решил покинуть группу и на его место вернулся Клинтон Эпплханц, теперь уже в качестве гитариста. Последовали еще 2 турне, первое с Immolation, Vader и The Berzerker и второе с All That Remains, Scar Culture и Crematorium. Появлялись все новые проблемы и Origin пришлось отменить турне с группой Nuclear Assault в январе 2003 года. Вскоре после этого Джон Лонгстрет заявил о своем уходе из группы. На его место был принят Джэймс Кинг.
Своё первое шоу в новом составе группа отыграла в сентябре 2003 года в родном Топика, Канзас, там же было снято видео к «Portal». В январе 2004 года они отправились в турне вместе с Uphill Battle уже в качестве хедлайнеров по западному побережью США. В 2004 году Origin появились на таких фестивалях как Milwaukee Metalfest 2004 и The Texas Death и Grindfest наряду с собратями из Soilent Green и Kill the Client.
В 2005 году увидел свет новый альбом Echoes of Decimation.
После выхода альбома, последовали многочисленные турне по США, в том числе участие в таких фестивалях как New England Metal and Hardcore Festival и Ohio Deathfest. Сойдясь бок о бок с такими командами как Malevolent Creation и Animosity, группа отправилась в многообещающий тур по Северной Америке. Для Origin это турне длилось 52 дня и было отменено лишь 3 выступления.
К апрелю 2006 года Джэймс Кинг и Клинт Эпплханц покинули группу и являются на данный момент наряду с Джереми Тернером и Тони Ройстом участниками группы Unmerciful. Летом того же года в команду вернулся Джон Лонгстрет. В последовавшем очередном турне по Северной Америке Пол Райан выполнял функции основного и единственного гитариста Origin на всех выступлениях.
В феврале-марте 2007 года Origin добрались до Европы, где выступали с собратьями по лейблу Misery Index и Necrophagist.
20 июня 2007 года на всех форумах группы было объявлено, что Джереми Тернер вернулся в ряды Origin. Также сообщалось, что группа начала работу над записью нового альбома, выход которого планируется в 2008 году на Relapse Records. 5 ноября 2007 года Origin начали запись на студии Chapman Recording в том же составе, в котором был записан альбом Informis Infinitas Inhumanitas. Ответственным за запись альбома был Роберт Ребэк.
1 апреля 2008 года появился 4 полноформатный альбом группы «Antithesis». Antithesis оказался быстрее, тяжелее и решительно более профессиональней всего, что кто-либо мог ожидать от метала, этот альбом стал современной классикой дэт-метала, доказав, что Origin находится на порядок выше многих собратьев по тяжелому цеху.
В 2010 году Origin приняли участие в международном рок-фестивале Thrash and Burn European Tour 2010.
К записи своего пятого альбома, Entity, группа подошла в качестве трио из Пола Райана, Майка Флореса и Джона Лонгстрета. Вокал был записан Райаном и Флоресом, так как вокалист Джеймс Ли был исключён из группы в конце 2010 года. Альбом был дебютным для их нового лейбла Nuclear Blast Records и вышел в июне 2011. После выпуска Entity, Origin наняли Джейсона Кейсера из Skinless для вокальных партий. После группа отправилась в тур по Северной Америке вместе с Hate Eternal, Vital Remains и Abysmal Dawn. Вскоре после этого, Origin отправились в тур по Европе вместе с Psycroptic и Leng Tch'e.

## Дискография
Студийные альбомы
- Origin (2000)
- Informis Infinitas Inhumanitas (2002)
- Echoes of Decimation (2005)
- Antithesis (2008)
- Entity (2011)
- Omnipresent (2014)
- Unparalleled Universe (2017)
- Chaosmos (2022)

Мини-альбомы
- A Coming Into Existence (1998)

Сборники
- Abiogenesis — A Coming Into Existence (2019)

## Текущие участники
- Пол Райан — гитара, вокал
- Майк Флорес — бас-гитара, вокал
- Джон Лонгстрет — ударные
- Джейсон Кейсер — вокал

## Бывшие участники
- Джеймс Ли — вокал
- Джереми Тернер — гитара, вокал
- Джордж Флук — ударные
- Джеймс Кинг — ударные
- Дуг Уильямс — бас-гитара
- Клинт Эпплханц — бас-гитара, гитара
- Марк Мэннинг — вокал.